# Terremoto de Alaska de 1964
El terremoto de Alaska de 1964 (también llamado el Gran Terremoto de Alaska o Terremoto de Viernes Santo), fue un potente megaterremoto ocurrido a las 17:36 hora local, (UTC-9) del viernes, 27 de marzo de 1964 (03:36 UTC del sábado, 28 de marzo de 1964), su epicentro se localizó a 10 km al este del fiordo College, es decir, a 90 km al oeste de Valdez y a 120 km al este de Anchorage. Tuvo una magnitud de 9,2 MW y una duración de unos 4 minutos. Es considerado el terremoto más poderoso registrado en Norteamérica, y el segundo más fuerte en la historia de la humanidad. Generó el segundo tsunami más devastador de la historia; la altura de ola máxima registrada fue de 67 metros en la ensenada de Valdez.
Este gran terremoto y posterior tsunami causaron la muerte de 131 personas, y causó alrededor de $ 311 millones en pérdidas materiales. Este gran terremoto se sintió en una amplia área de Alaska y en partes del oeste del territorio Yukón y Columbia Británica (Canadá).
Los efectos del terremoto fueron graves en muchas ciudades, incluyendo Anchorage, Chitina, Glennallen, Homero, Esperanza, Kasilof, Kenai, Kodiak, Moose Pass, Portage, Seldovia, Seward, Sterling, Valdez, Wasilla, y Whittier.

## Geología
A las 17:36 (hora de Alaska) (3:36 a. m. UTC) del 27 de marzo de 1964, una falla entre la Placa del Pacífico y la Placa Norteamericana se rompió cerca del fiordo College. El epicentro del terremoto se localizó unos 20 km al norte de Prince William Sound, 125 km al este de Anchorage y 65 km al oeste de Valdez. El hipocentro se situó a unos 25 km de profundidad. El desplazamiento del fondo oceánico generó un gran tsunamis (con olas de hasta 67 m metros de altura), que fue responsable de la mayoría de las víctimas y de los daños materiales. Se produjeron también grandes corrimientos de tierra que causaron muchos daños. Se produjo un desplazamiento vertical de 11,5 m que afectaron a unos 250 000 km². La aceleración sísmica se estimó entre 0,14 y 0,18 g.
El megaterremoto de Alaska se produjo en una zona de subducción causada porque una placa oceánica (Placa del Pacífico) se hunde bajo una continental (Placa Norteamericana). La responsable es la falla de Alaska-Aleutianas, una falla inversa causada por fuerzas de compresión.

## Daños

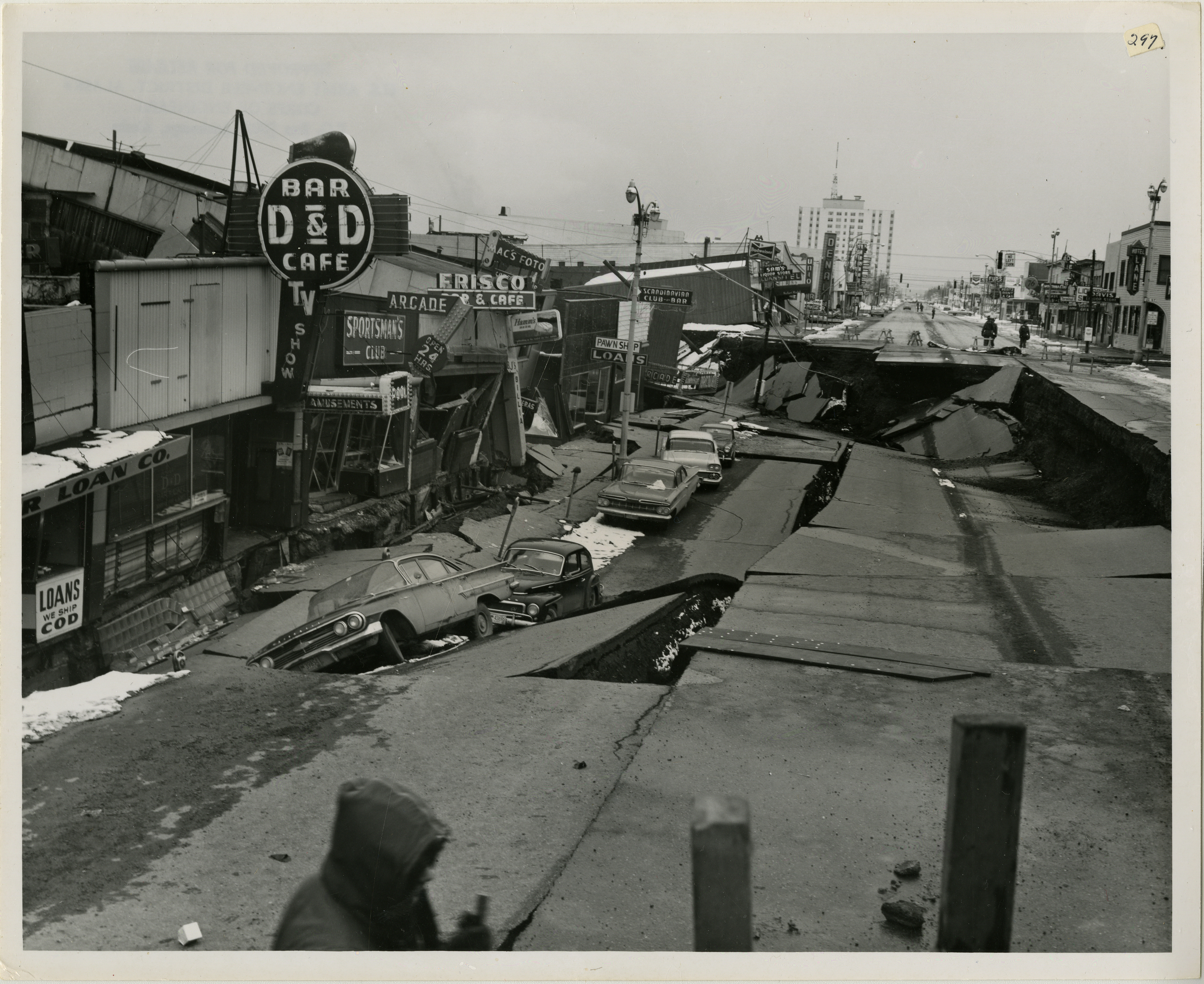
Fotografía de Anchorage.

Anchorage, a unos 120 kilómetros al noroeste del epicentro, sufrió los daños materiales más graves. Alrededor de 30 bloques de viviendas y edificios comerciales fueron dañados o destruidos en el centro de la ciudad. El edificio de la compañía JC Penny fue dañado sin posibilidad de reparación, el edificio Four Seasons, una nueva estructura de seis pisos, se derrumbó, y muchos otros edificios de varios pisos sufrieron grave deterioro. La mayoría de las escuelas fueron también devastadas. Los deslizamientos de tierra también causaron graves daños.
Girdwood y Portage, localizadas a unos 60 km al sureste del centro de Anchorage, sufrieron subsidencia y fueron inundados por la posterior acción de las mareas. Girdwood se trasladó hacia el interior y Portage fue abandonado. Cerca de 32 km de la carretera de Seward se hundieron por debajo de la línea de pleamar.
Este terremoto generó un tsunami que devastó muchas ciudades a lo largo del golfo de Alaska, de Canadá, a lo largo de la costa oeste de los Estados Unidos (15 muertos) y en Hawái. Se registró también en los mareógrafos en Cuba y Puerto Rico.